# Natsyjanalny Park Naratjanski
Natsyjanalny Park Naratjanski (vitryska: Нацыянальны Парк Нарачанскі, ryska: Natsional’nyy Park Narochanskiy) är en park i Belarus.   Den ligger i voblasten Minsks voblast, i den norra delen av landet, 120 km norr om huvudstaden Minsk. Natsyjanalny Park Naratjanski ligger 180 meter över havet. Den ligger vid sjön Vozera Mjadzel.
Terrängen runt Natsyjanalny Park Naratjanski är platt. Närmaste större samhälle är Mjadzel, 5,2 km sydost om Natsyjanalny Park Naratjanski. 